# Alpenklassieker 2000
De Alpenklassieker (Frans: Classique des Alpes 2000) was een jaarlijkse eendagswielerwedstrijd waarvan de 10e editie plaatsvond op zaterdag 3 juni 2000. De start was in Aix-les-Bains, de aankomst in Chambéry. De afstand bedroeg 175 kilometer. De laatste Alpenklassieker was in 2004. 
Slechts 44 renners bereikten de eindstreep in Aix-les-Bains, met Renaud Boxus (België) als laatste op ruim 26 minuten van de Spaanse winnaar José María Jiménez. Jan Ullrich meldde zich op het laatste moment af voor de race.

## Uitslag
| Alpenklassieker 2000 |                        |                                |            |
| Plaats               | Naam                   | Ploeg                          | Tijd       |
| Winnaar              | José María Jiménez     | Banesto                        | 5u 22' 38" |
| 2                    | Fernando Escartín      | Kelme-Costa Blanca             | + 0' 38"   |
| 3                    | Lance Armstrong        | US Postal Service              | z.t.       |
| 4                    | Haimar Zubeldia        | Euskaltel-Euskadi              | z.t.       |
| 5                    | Ramón González Arrieta | Euskaltel-Euskadi              | z.t.       |
| 6                    | Benoît Salmon          | Ag2R Prévoyance                | + 2' 38"   |
| 7                    | Andrei Kivilev         | Ag2R Prévoyance                | + 3' 38"   |
| 8                    | David Moncoutié        | Cofidis                        | + 6' 49"   |
| 9                    | Tyler Hamilton         | US Postal Service              | z.t.       |
| 10                   | Mikel Pradera          | Euskaltel-Euskadi              | +10' 37"   |
|                      |                        |                                |            |
| 42                   | Philip Vereecke        | Ville de Charleroi-New Systems | +26' 09"   |

1991 · 1992 · 1993 · 1994 · 1995 · 1996 · 1997 · 1998 · 1999 · 2000 · 2001 · 2002 · 2003 · 2004